# Sèhoun
Sèhoun è un arrondissement del Benin situato nella città di Abomey (dipartimento di Zou) con 3.172 abitanti (dato 2006).